# Josef Stejskal
Josef Stejskal (ur. 26 sierpnia 1889 w Bořeticach) – austriacki zapaśnik walczący w stylu klasycznym. Olimpijczyk z Sztokholmu 1912, gdzie zajął 29. miejsce w wadze lekkiej.

## Letnie Igrzyska Olimpijskie 1912
| Konkurencja            | Rundy eliminacyjne     | Rundy eliminacyjne      | Klas. końcowa |
| Konkurencja            | Przeciwnik I           | Przeciwnik II           | Miejsce       |
| ---------------------- | ---------------------- | ----------------------- | ------------- |
| 67,5 kg styl klasyczny | Paul Tirkkonen (FIN) P | Vihtori Urvikko (FIN) P | 29.           |